# Jörg Steinbach
Jörg Steinbach (Berlim, 28 de maio de 1956) é um engenheiro químico alemão.
É desde 1 de abril de 2010 presidente/reitor da Universidade Técnica de Berlim, sucessor de Kurt Kutzler.